# 梦想家集团
夢想家集團有限公司，簡稱夢想家集團（英語：Dreamer Group Ltd.），2016年7月成立，總部設立在澳門，在珠海設有分部，公司主要業務包括動畫設計、廣告製作等項目。

## 業務簡介
服務于澳門、中國內地等地公司。

## 企業文化
- 夢想家，用心做好動畫

## 外部連結
夢想家集團網站 （页面存档备份，存于）